# 避难所 (波特·鲁滨逊和麦狄恩歌曲)
〈避难所〉（英語："Shelter"）是首由美国电子音乐制作人波特·羅賓森和法国电子音乐制作人麥狄恩（雨果·勒克莱尔）一起制作的一首单曲。于2016年8月11日通过麥狄恩的官方YouTube频道上传发布。在美国由哥伦比亚唱片发行，通过Spotify、Deezer、Apple Music、Google Play、SoundCloud提供數位音樂下載。

## 背景
「避难所」是鲁滨逊和勒克莱尔共同在一个在美国和加拿大城市间旅行的名为“避难所的音乐之旅”通告中一起发布的。鲁滨逊后来也在Twitter上证实了将会在旅行游玩期间和勒克莱尔同时进行现场音乐会。旅行是在2016年秋季开始的。
后来勒克莱尔也发表一份公告，说道“我和波特为我们一起亲自去制作各自的专辑所进行的合作而感动……我们期望通过一起制作音乐来体现我们之间的友谊。”
单曲长3分39秒。前奏是出自鲁滨逊自己的音乐专辑《世界》中由艾米·米兰演唱的一首曲目的重编版本。而音乐的元素则来自于两人的专辑：鲁滨逊的《世界》专辑和麥狄恩的《夢想啟航》专辑，而人声部分则出自鲁滨逊的单曲〈闪烁〉和麥狄恩在《夢想啟航》专辑中的曲目〈You're On〉。

## 音樂錄影帶
2016年10月14日，鲁滨逊在Twitter上说道花了一年时间和日本动画公司A-1 Pictures合作制作了该曲的音樂錄影帶。在2015年的Anime Expo上，通过Crunchyroll，鲁滨逊与A-1 Pictures公司结识，成为了制作该MV的契机，也让A-1公司尝试了新的制作步骤与流程。鲁滨逊希望MV有很高的完成度与视觉效果，这与A-1公司的风格相像。〈避难所〉MV的凝结精华就是在这奇幻的故事中融入了虚拟现实（VR）。
影片于2016年10月18日通过其YouTube频道和合作商Crunchyroll官方频道发布。剧本由波特提供，赤井俊文执导，河野惠美担当人物设计，竹田悠介担当美术监督。
音乐故事讲述一名叫凛（Rin）的17岁少女（三泽纱千香配音）孤独地生活在一个虚拟世界里面，她可以通过手上的平板电脑改变虚拟世界的一切，而她可以在这个世界中四处旅行历险。直到无意间触发了特定记忆回忆后，看到了并想起了自己原来是一名住在东京的将近七岁女孩，当时地球即将被一颗月球般大的行星相撞，其父亲为了拯救她，制作了一艘单人的逃生太空艇，在其七岁前将其用逃生艇送出太空，自己留在地球，与地球一起灭亡了。小女孩与逃生艇的维生系统和虚拟世界系统相连，自此一直生活在逃生艇的虚拟世界中。为了避免她无法理解当时的情况和免除长时间孤独的痛苦，父亲设定了起始隐藏了其小时候的记忆，到指定时候后才触发回忆，并留言说道非常爱她。最后少女在虚拟世界和现实的身体都流下了眼泪，感谢父亲和相信虽然这些回忆很难过和痛苦，但自己能有勇气地活下去。

## 评价
评测网站Music Times撰文提到“〈避难所〉正是两人的粉丝所期待的，该单曲尝试着将两人的声音特质融入其中——波特·鲁滨逊在《世界》专辑中那神奇的合成魔术，还有勒克莱尔使用多年仍依旧令人眼前一亮的合成器效果”。
〈避难所〉的动画MV也引起了巨大的反响。在动画MV发布后，曾成为Reddit大型动画讨论区/r/anime的热门消息，但之后就它不是讨论区所定义的意义上的动画而被迅速移除讨论而又引发相关的讨论，波特·鲁滨逊本人也在推特上说道这令他“心碎”。也有人被这充满情感的动画所描述的故事和结合音乐的歌词所感动而落泪。

## 排行和銷量認證
| 榜单（2016年）                               | 排名 |
| -------------------------------------------- | ---- |
| 比利时佛兰德（Ultratop舞曲榜）               | 30   |
| 比利時瓦隆（Ultratop榜外舞曲榜）             | 9    |
| 法国（法國唱片出版業公會下載榜）             | 125  |
| 日本（Japan Hot 100）                        | 64   |
| 美国（《告示牌Hot Dance/Electronic Songs》） | 16   |

| 榜單（2016年）                               | 排名 |
| -------------------------------------------- | ---- |
| 美國（《告示牌》Hot Dance/Electronic Songs） | 70   |

| 國家或地區                   | 認證 | 銷量     |
| ---------------------------- | ---- | -------- |
| 美國（美國唱片業協會）       | 金   | 500,000‡ |
| ‡僅含認證的串流媒體+實際銷量 |      |          |